# 리브레 위키
리브레 위키(Libre Wiki)는 대한민국의 위키 사이트다. 리그베다 위키 사유화 사태로 리그베다 위키에 등을 돌린 이용자들이 만든 엔하계 위키이다.

## 역사
리그베다 위키 사유화 사태에 분노한 이용자들이 IRC 채널에서 새로운 위키 설립에 대해 의견을 나누었고, 그 결과 2015년 4월 16일부터 리그베다 위키의 대안 위키로 리브레 위키가 만들어졌다.
설립 당시에는 위키의 이름을 정하지 않아서 임시로 '엔하위키'를 사용하였고, 4월 18일 이용자들의 공모로 이름을 '리브레 위키'로 정하였다. Libre라는 이름의 유래는 리브레오피스에서 왔으며 '자유(Liberty)'라는 뜻이다. 이는 영리화에 반발해 생겨났다는 점에서 스페인어 위키백과에서 독립한 엔시클로페디아 리브레 우니베르살 엔 에스파뇰과 비슷한 점이 있다.
이후 4월 19일 관리자 선발/운영 회의와 5월 25일 최초의 관리자를 뽑은 5월 비정기선거를 통해 위키 운영의 기본적인 틀을 잡았고, 5월 1일부터 5월 24일까지 진행된 로고, 패비콘, 마스코트, 슬로건 공모전을 통하여 독자적 정체성을 강화하였다.
2015년 7월 4일 안정적인 위키 운영과 법적인 문제를 원활하게 처리하기 위해 리브레 협동조합 프로젝트이 시작하였고, 2016년 1월 22일 협동조합 설립이 완료되었다. 하지만, 예상치 못한 자금난으로 2017년에 해산이 논의되었으며, 2019년 4월 3일 청산이 완료되어 해산되었다.

## 특징
첫 설립부터 리그베다 위키의 대체재 중 하나로 여겨진 만큼, 편집 문화는 같은 미디어위키 엔진을 사용하는 위키백과나 백괴사전, 구스위키와 모니위키 엔진을 사용하는 리그베다 위키의 중간쯤 된다.
리브레 위키는 편집에 있어서 내용의 사실성을 입증할 근거자료를 위키백과 만큼 빡빡하게 요구하지 않으며, 인터페이스도 리그베다 위키의 구조와 유사점이 많이 보인다.
리그베다 위키 사유화 사태로 탄력을 얻은 위키이니만큼, CCL이나 회원 약관 등을 최대한 신경 써서 정리하고 있다는 점 또한 특징이다. 사실 다른 위키 사이트들도 신경 쓰는 부분이지만 리브레 위키는 특히 리그베다 위키 사태의 여파를 많이 받은 곳 중 하나이기 때문에 더더욱 신경 쓰는 추세이다.
같은 미디어위키인 만큼 위키백과와 같은 문법이 사용되어 기존의 위키백과 사용자라면 오히려 리그베다 위키 사용자보다도 편하게 적응해버리는 바람에 도리어 위키백과 쪽 사용자들이 유입되는 추세가 나타나기도 했다. 실제로 위키백과 사랑방이나 기타 특수 문서(사용자들의 닉네임이 전부 보이는)에서 자주 보이던 닉네임과 사용자 이름(통칭 ID)이 리브레 위키에서도 그대로 발견되었다. 다만 초창기에는 일부 위키백과 사용자 중 극단적인 성향을 가진 이들은 다시는 리그베다 위키 같은 저작권 관념이 미비한 한국어 위키가 만들어지면 안 된다는 것을 이유로 적극적으로 한국어 위키백과식 문서 작성에 힘쓰기도 했다. 후술되어 있는 한국어 위키백과화된다는 것은 이같은 이유 때문이다.
당초 리브레 위키는 그의 설립 목적은 리그베다 위키를 대체하는 동시에 리그베다 위키가 갖고 있던 병폐를 없애 '위키 운영자를 위한 위키'가 아닌 '위키 사용자들을 위한 위키'였다고 밝혔다. 여기에 미디어위키 엔진이라는 특징 때문에 위키백과 사용자와 백괴사전 사용자, 구스위키 사용자 등 다른 위키 사용자들이 유입되면서 리그베다식 서술을 바탕으로 위키백과식 서술이 섞이는 독특한 문화가 형성되는 양상을 보이고 있다. 또한 자유를 추구한다는 운영 방침 덕분에 제한적인 이미지 사용과 서술 방식 등 엄격한 규칙으로 돌아가는 한국어 위키백과나 우만레가 규정 개정 권한을 꽉 쥔 채 어떠한 근거 없이 일부 서술에 대한 검열을 하고 있는 나무위키, 그리고 디시인사이드 측과 권력을 위임한 파워위키러 측이 일방적으로 권력을 행사하고 있는 디시위키처럼 부분적으로 인터넷 독재 시스템을 채택하고 있는 여타 사이트와는 다르게 민선 체제가 안정적으로 운영되는 등 운영 문제로 인한 잡음도 없는 편이라고 밝혔다.
--취소선-- 외에도 미디어위키 엔진을 사용하는 특성상 문법의 다양한 사용과 틀의 활용이 가능하다. 틀 문서의 CSS 사용과 Vega 문법을 통한 차트 생성 등 확장 기능을 포함한 업데이트가 이루어지고 있다.

### 다른 위키들과의 차이점
리브레 위키는 제로베이스로 시작되었으나 엔하계 위키로 분류되며, 실제로 위키백과보다 글 서술이 자유롭고 리그베다 위키 등의 다른 엔하계 위키와 유사한 점이 있다. 그러나 다른 한편으로는 미디어위키를 사용하며, 라이선스도 CC-BY-SA 3.0으로 위키백과와 호환되는데다 틀이나 문서 레이아웃이 위키백과와 호환되는 등 위키백과와 유사한 점도 일부 가지고 있다.

### 서술 문화
일단 리브레 위키는 나무위키처럼 리그베다 위키 사유화 사태 당시 리그베다 위키 및 고인 물이 되어가는 한국어 위키백과의 문제점들을 보완하기 위해 만들어진 위키이나, 문서 관점의 디테일한 면에 대해서는 약간의 차이를 보이고 있다. 나무위키:틀이 달린 문서를 제외하고 대한민국 네티즌들의 보편적인 정서 혹은 인터넷 커뮤니티의 질서를 흐트리거나 토론에서 합리적인 의견 도출보다는 일방적인 의견 강요를 주장하는 일부 커뮤니티 사이트를 혐오하는 입장을 취하면서 '중립을 포기하더라도 진실만을 최우선으로 전달해야 한다'는 것을 추구하는 나무위키와는 달리, 리브레 위키는 NPOV 혹은 MPOV가 짬뽕된 관점을 반영하면서 편향적인 서술로 인해 발생할 논란거리를 피하는 방식으로 문서를 서술하고 있다. 간략하게 말하면, 리브레 위키는 감정적인 서술을 배제하고 너무 극단적인 관점만 아니라면 여러 관점을 수용하는 온건 성향을 추구하는 반면에, 나무위키는 위키백과에 비해 좀 더 친한국적인 성향이 강하고, 리브레 위키에 비해 기계적인 중립보다는 한국인이 보편적으로 갖고 있는 도덕 관념을 추구하는 사상을 바탕으로 강경론을 설파하는 성향이 강하다.
이 때문에 키보드 배틀을 싫어하고 불필요한 충돌을 피하는 네티즌들 입장에서는 '자기 입장에서 불편함을 유발시킬 수 있는 서술이 없어서 가독성이 높다'는 등 리브레 위키의 서술 관점에 대해 비교적 호의적인 입장을 드러내고 있으나, 반대로 인간관계를 중시하고 인터넷을 커뮤니케이션의 수단으로 활용하는 것을 좋아하는 네티즌들은 뭔가 모가 나는 대상에 대해 직설적인 비판에 공감을 느끼면서 나무위키를 호의적인 시선으로 바라보는 경향이 강하다. 인물이나 기업, 각종 사건/사고와 같은 문서가 대표적이다. 어찌 보면 리브레 위키가 제로 베이스라는 점 외에도 이러한 네티즌들의 아드레날린을 분비시킬만한 자극적인 서술이 없다는 점은 장점인 동시에 이와 대척되는 성향의 이용자들에게는 나무위키가 선택되는 이유이기도 하다.
초창기의 성장속도는 상당했다.  출범 후 딱 한 달만에 벌써 5천 문서를 돌파하는 성장세를 보여주기도 했다. 엔하위키는 '자유롭지만 어느 정도 공정성을 추구하는 위키'라는 개념이 한국에 별로 퍼져 있지 않았던 시절에 그만큼의 성장세를 쌓았고, 리브레 위키는 엔하위키의 오랜 존속으로 그러한 개념이 어느 정도 쌓인 상태에서 이만큼의 성장세를 얻은 것이라고 볼 수 있다.
리브레 위키에서 활동하는 고정닉들을 보면 과거 리그베다에서 활동하던 고정닉 중 문서 편집이나 생산을 주도하던 코어 위키러들이 주로 이쪽으로 넘어와서 활동하는 것에 기인한다 할 수 있다. 어찌보면 활동하는 사람의 숫자는 적은데 위키질의 밀도로 보면 핵심계층들이 이쪽으로 넘어온 것이라 할 수 있다.

### 성장 속도
그러나 2015년 6월 1일에 디시위키가 설립되면서 이들이 디시위키로 이주하여 이용자들이 빠져나간 탓에 새 문서를 작성하는 속도가 느려지기 시작했으며, 기존 문서를 수정하는 것만으로 바쁘다 보니 자연히 새 문서가 작성되는 속도도 같이 더뎌지게 되었다. 2015년 내내 편집자 수가 300여 명을 유지하던 때도 있었지만 2016년 2월~3월에 리브레 위키 2월 서버 대란, 리브레 위키 2016년 3월 DDoS 공격 사태가 터지면서 이용자 수가 반토막나고 말았다.

## 문제점
제로베이스로 시작한 덕분에 편집 인구가 적다. 거의 동시기에 개설되었지만 데이터를 그대로 가져가며 리그베다 위키의 사용자층 대다수를 끌어들이는 데에 성공한 나무위키가 그 막대한 인구 때문에 진통을 겪고 있는 것에 비하면 대조적이다. 그럼에도 여타 군소 위키에 비하면 장기적인 활동이 이어지고 있다. 

## 기타
리브레 위키에 접속할 수 없을 때 대신 사용할 수 있도록 만든 사이트로, 주소는 libre.miraheze.org였다.
초창기에는 서버에 이상이 많았다. 리브레 위키 6·10 예비군 사태를 계기로 2015년 6월 10일에 위키를 대신하는 리브레 위키 대피소를 개설하였다. 원래는 위키아에 있었지만, 오레인에 새로 열었고, 2015년 9월 오레인이 해킹으로 폭파되어 Miraheze로 사이트를 옮겼다.
이후 리브레 위키 서버가 안정화되어 필요성이 사라졌고, 이에 따라 관리가 재대로 이루어지지 않았다. 2020년 5월 13일 대피소 대문에 문제가 있다는 글이 위키방에 올라왔고, 당일부터 수정이 금지되었다.

### 내용주
1. ↑  현재는 본 위키에서 아무런 특수권한이 없다.
2. ↑  나무위키에서 사용되는 취소선 양식이다.
3. ↑  안타깝게도 커뮤니케이션을 좋아하는 것과 커뮤니케이션이 원할하게 돌아가느냐는 전혀 다르기 때문에 좋아하는 만큼 과열되기 쉬워졌다.

### 참조주
1. ↑  “해당 채널의 로그”. 2023년 5월 11일에 원본 문서에서 보존된 문서. 2022년 8월 4일에 확인함.
2. ↑  해당 공모가 기록되어 있는 리브레 위키 문서
3. ↑  해당 로고 공모전이 기록되어 있는 리브레 위키 문서
4. ↑  “리브레 위키 위키방 관련 게시물”. 2018년 11월 19일에 원본 문서에서 보존된 문서. 2022년 8월 5일에 확인함.